# Curtis Plaza
Curtis Plaza – budynek biurowy istniejący w latach 1992–2024, który znajdował się przy ul. Wołoskiej 18 w Warszawie.

## Charakterystyka
Budynek biurowy znajdował się przy ul. Wołoskiej na stołecznym Mokotowie, niedaleko skrzyżowania z ul. Domaniewską, został zaprojektowany w 1991 roku w pracowni architektonicznej Geokart Projekt. Głównymi architektami byli Mirosław Kartowicz i Romuald Welder. Za konstrukcję odpowiedzialny był zespół MetroProjekt, a za weryfikację projektu Maciej Szenejko i Marcin Andrzejewski. Budynek powstał w latach 1991–1992. Inwestorem było przedsiębiorstwo Curtis Polska należące do Zbigniewa Niemczyckiego.
W momencie oddania do użytkowania biurowiec wyróżniał się nowoczesnymi systemami komunikacji, wentylacji, klimatyzacji, oświetlenia, antywłamaniowymi i ochrony przeciwpożarowej, które sterowane były przy pomocy komputerów. Był jednym z pierwszych w stolicy, który został zaprojektowany z myślą o metodzie organizacji pracy open space.
Budynek miał być częścią założenia architektonicznego Mokotów Business and Industrial Center, które miało powstać do 2000 roku. Curtis Plaza był pierwszym biurowcem, który zaczął tworzyć poprzemysłową część Warszawy zwaną nieformalnie „Mordorem”. Według inwestora był też pierwszym biurowcem klasy „A” w Polsce wybudowanym po transformacji ustrojowej.
Najemcami powierzchni biurowej były m.in. Biuro Reklamy TVP i Biuro Maklerskie Pekao.
Przez kilka lat nazwę Curtis Plaza nosił zespół przystanków autobusowych i tramwajowych znajdujących się przy skrzyżowaniu ulic Domaniewskiej i Wołoskiej. W 2011 roku jego nazwę zmieniono na Domaniewska.
W 2024 roku wydana została zgoda na rozbiórkę budynku, 28 maja rozpoczęły się prace związane z wyburzeniem.

## Architektura
Kubatura budynku wynosiła 55 600 m³, powierzchnia całkowita 17 000 m², a użytkowa to 14 744 m², z czego 13 106 m² przeznaczono na biura i handel. Zaprojektowano pierwotnie 240 miejsc parkingowych, z czego 9 podziemnych. Wysokość pomieszczeń to 3,1 m.
Budynek miał 6 kondygnacji nadziemnych i 1 podziemną. Elewację tworzyły białe płyty ceramiczne oraz niebieskie szkło refleksyjne, w efekcie przypominała ona tę zastosowaną w Crain Communications Building w Chicago. Fasada budynku była symetryczna i tworzyła uskokową kompozycję otwierającą się w miarę wzrostu wysokości obiektu. Bryła budynku to prostopadłościan urozmaicony przez fioletową tubę spinającą wejścia i cylindryczne kształty na narożnikach od strony zaplecza. Tuba przechodziła w wydłużone daszki nad centralnie położonymi wejściami. Biurowiec miał także duże, reprezentacyjne atrium z przeszklonym dachem i żyrandolem o długości kilku kondygnacji. Galerie na kolejnych kondygnacjach miały charakter otwarty. Materiały użyte do wnoszenia budynku pochodziły z importu ze Stanów Zjednoczonych.
Architektura budynku reprezentowała nurt postmodernizmu. Można też dostrzec elementy dekonstruktywizmu.
W otoczeniu budynku znajdowała się ozdobna fontanna.

## Odbiór
W 1992 roku biurowiec został nagrodzony tytułem „Budowa Roku” w konkursie organizowanym przez Polski Związek Inżynierów i Techników Budownictwa.
Obiekt został ujęty w książce Aleksandry Stępień-Dąbrowskiej „Jakby luksusowo. Przewodnik po architekturze Warszawy lat 90.”, nominowanej do Nagrody Architektonicznej Prezydenta m.st. Warszawy 2022, wśród 94 wyselekcjonowanych i opisanych obiektów w Warszawie, które najpełniej ukazują styl architektoniczny, trendy i różnorodność architektoniczną tego okresu w stolicy. Został wybrany przez Martę Leśniakowską do katalogu 800 budynków z ogólnej liczby ok. 20 000 z okresu od początku do sierpnia 1998, które są najbardziej reprezentatywne dla Warszawy i 230 budynków (z ogólnej liczby 450) z lat 1989–2001, które najlepiej oddają styl architektoniczny tego przedziału czasowego lub są cenne z punktu widzenia artystycznego i architektonicznego. Zdjęcie budynku znajduje się wśród 14 innych, obok np. pałacu Na Wyspie, pałacu w Wilanowie, hotelu Bristol, czy Intraco II w „Encyklopedii Warszawy” (1994), ilustrujących hasło dotyczące architektury w Warszawie. Znalazł się także w katalogu wystawy „Plany na przyszłość” z 2000 roku wśród przykładów przemian architektonicznych stolicy poprzednich 10 lat.
Historyczka architektury Anna Cymer zasugerowała w 2017 roku, by obiekt objąć jakąś formą ochrony jako odzwierciedlenie architektury czasów wczesnego kapitalizmu w Polsce. Biurowiec został zaliczony do dóbr kultury współczesnej Warszawy w projekcie studium uwarunkowań i kierunków zagospodarowania przestrzennego Warszawy z 2023 roku.

## Galeria
| - Hol wejściowy budynku z widocznym żyrandolem o wysokości kilku kondygnacji - Fioletowa tuba nad wejściem od strony ul. Wołoskiej - Wejście do strony ul. Wołoskiej - Narożnik budynku w kształcie cylindra - Dekoracyjna fontanna przy wejściu od strony wschodniej, parkingu |